# Sidowarno
Sidowarno is een bestuurslaag in het regentschap Klaten van de provincie Midden-Java, Indonesië. Sidowarno telt 4541 inwoners (volkstelling 2010).